# Anna Kavan
Anna Kavan, właśc. Helen Emily Woods (ur. 10 kwietnia 1901 w Cannes, zm. 5 grudnia 1968 w Londynie) – brytyjska pisarka, nowelistka i malarka.

## Życiorys
Urodzona w zamożnej rodzinie, jedynaczka. Dwukrotnie wyszła za mąż i dwukrotnie się rozwodziła. Jej syn, Bryan, zmarł podczas drugiej wojny światowej. Córka Margaret, urodzona w trakcie trwania małżeństwa ze Stuartem Edmondsem, zmarła niedługo po porodzie. Para adoptowała córkę, którą nazwali Susanna.
Pierwsze sześć utworów zostało opublikowanych pod nazwiskiem Helen Ferguson. Następnie zaczęła wydawać pod nazwiskiem Anna Kavan, zaczerpniętym z własnej powieści Let Me Alone. Kavan była uzależniona od heroiny przez większość swego dorosłego życia.

## Dzieła
|                     | Tytuł oryginalny                                | Polski tytuł        | Polskie wydanie     |
| Jako Helen Ferguson | Jako Helen Ferguson                             | Jako Helen Ferguson | Jako Helen Ferguson |
| ------------------- | ----------------------------------------------- | ------------------- | ------------------- |
| 1929                | A Charmed Circle                                |                     |                     |
| 1930                | Let Me Alone                                    |                     |                     |
| 1930                | The Dark Sisters                                |                     |                     |
| 1935                | A Stranger Still                                |                     |                     |
| 1936                | Goose Cross                                     |                     |                     |
| 1937                | Rich Get Rich                                   |                     |                     |
| Jako Anna Kavan     |                                                 |                     |                     |
| 1940                | Asylum Piece                                    |                     |                     |
| 1941                | Change The Name                                 |                     |                     |
| 1945                | I Am Lazarus                                    |                     |                     |
| 1948                | Sleep Has His House (a.k.a. The House of Sleep) |                     |                     |
| 1949                | The Horse’s Tale (wraz z K.T. Bluth)            |                     |                     |
| 1956                | A Scarcity of Love                              |                     |                     |
| 1957                | Eagle’s Nest                                    |                     |                     |
| 1958                | A Bright Green Field and Other Stories          |                     |                     |
| 1963                | Who Are You?                                    |                     |                     |
| 1967                | Ice                                             | Lód                 | Świat Książki, 2007 |
| 1970                | Julia and the Bazooka                           |                     |                     |
| 1975                | My Soul in China                                |                     |                     |
| 1990                | My Madness: Selected Writings                   |                     |                     |
| 1994                | Mercury                                         |                     |                     |
| 1995                | The Parson                                      |                     |                     |
| 2007                | Guilty                                          |                     |                     |